# Йулдошев, Нигматилла Тулкинович
Нигматилла Тулкинович Йулдошев (узб. Nig‘matilla To‘lqinovich Yo‘ldoshev; род. 5 ноября 1962, Ташкент, УзССР, СССР) — узбекский государственный деятель. Председатель Сената Олий Мажлиса Республики Узбекистан (2015—2019). Исполняющий обязанности президента Узбекистана (со 2 по 8 сентября 2016 года). Генеральный прокурор Республики Узбекистан с 20 июня 2019 года.

## Биография
Нигматилла Йулдошев родился 5 ноября 1962 года в Ташкенте. Окончил юридический факультет Ташкентского государственного университета. В разное время работал старшим следователем прокуратуры Алмалыка (1987—1991); следователем прокуратуры Юнусабадского района Ташкента (1991—1993); старшим следователем прокуратуры Ташкента (1993—1994); прокурором управления Генеральной прокуратуры Узбекистана (1994—1999); начальником отдела Главного следственного управления Генеральной прокуратуры (1999—2000); начальником Инспекции обеспечения внутренней безопасности Генеральной прокуратуры (2000—2003); ведущим инспектором службы Государственного советника президента по координации деятельности правоохранительных и контролирующих органов (2003—2006); начальником Департамента по борьбе с налоговыми, валютными преступлениями и легализацией преступных доходов при Генеральной прокуратуре (2006—2008); заместителем Генерального прокурора (2008—2011).
21 июня 2011 года Нигматилла Йулдошев заступил на должность министра юстиции Узбекистана, которую занимал до 26 января 2015 года.
20 января 2015 года указом президента Узбекистана Нигматилла Йулдошев был назначен сенатором, 22 января 2015 года тайным голосованием избран на должность председателя Сената.
После смерти Ислама Каримова 2 сентября 2016 года в соответствии со статьёй 112 Конституции стал исполняющим обязанности президента Узбекистана, однако 8 сентября на совместном заседании обеих палат парламента Узбекистана заявил о самоотводе в пользу Шавката Мирзиёева. Йулдошев объяснил решение снять с себя конституционные полномочия и. о. президента отсутствием достаточного опыта в управлении государством.
20 июня 2019 года указом президента был назначен Генеральным прокурором Республики Узбекистан.
7 октября 2019 года избран президентом национальной федерации борьбы Узбекистана.